# Soxhlet
En Soxhlet er et stykke laboratorieudstyr opfundet i 1879 af Franz von Soxhlet. Det benyttes ofte til at ekstrahere fedtstof ud af en fedtholdig prøve ved hjælp af et organisk opløsningsmiddel.
Når der varmes tilstrækkeligt på den rundbundede kolbe, således at det organiske opløsningsmiddel bringes i kog, stiger dampen op til svalerøret. Da svalerøret er afkølet, vil dampen kondenseres, hvorefter det kondenserede opløsningsmiddel vil dryppe ned på ekstraktionshætten. Når tilstrækkelig kondens er dryppet ned på ekstraktionshætten, vil væsken i ekstraktionskammeret vende, dette foregår gennem overløbsrøret. Helt præcist sker vendingen, når væsken er i niveau med toppen af det smalle stigrør. Denne proces gentager sig selv, så længe der er varme på kolben og tilstrækkeligt ekstraktionsvæske i den.